# أوستهايم
استهايم (بالألمانية: Ostheim) هي place with town rights and privileges وبلدة ألمانية تقع في ألمانيا في بافاريا. يقدر عدد سكانها بـ 3,590 نسمة .

## أعلام
- هرمان فيشر